# Капені
Капе́ні (англ. Kapeni) — традиційна громада у складі дистрикту Блантайр Південного регіону Малаві.
Населення — 103742 особи (2018).